# James Abram Garfield
James Abram Garfield (n. 19 noiembrie 1831 — d. 19 septembrie 1881) a fost cel de-al douăzecilea președinte al Statelor Unite ale Americii și cel de-al doilea președinte american care a fost asasinat. Termenul său al fost cel de-al doilea ca scurtime, după cel al lui William Henry Harrison, al nouălea președinte american, fiind în funcție în perioada 4 martie 1881 - 19 septembrie 1881. Garfield a servit în cea mai înaltă funcție a statului american un total de doar șase luni și cincisprezece zile. Președintele Garfield a fost asasinat prin împușcare: în iulie 1881 un avocat dement - Charles Julius Guiteau (1841 - 1882) - a tras în el cu arma. Rănile cauzate de asasin au cauzat infecția fatală care a dus la decesul său.

## Biografie
Garfield a fost crescut de o mamă văduvă în circumstanțe modeste la fermă din Ohio. A lucrat la mai multe slujbe, inclusiv pe o navă de canal, în tinerețe.  De la vârsta de 17 ani, a frecventat câteva școli din Ohio, apoi a studiat la Colegiul Williams⁠(d) din Williamstown, Massachusetts⁠(d), absolvindu-l în 1856. S-a căsătorit cu Lucretia Rudolph în 1858.

## Activtate politică
Garfield a intrat în politică ca republican. A servit ca membru al Senatului Ohio (1859–1861). Garfield s-a opus secesiunii confederate, a servit ca general-maior în Armata Uniunii⁠(d) în timpul Războiului Civil American și a luptat în bătăliile de la Middle Creek, Shiloh și Chickamauga. A fost ales de Congres în 1862 să reprezinte al 19-lea district congresional al Ohio. De-a lungul mandatului congresional prelungit al lui Garfield de după Războiul Civil, acesta a susținut în mod ferm etalonul de aur și a primit reputația de orator talentat. Inițial, Garfield a fost de acord cu viziunile republicanilor radicali în ce privește Reconstrucția, dar mai târziu a favorizat abordarea moderată în ce privește aplicarea drepturilor civile pentru sclavii eliberați. 
La Convenția Națională Republicană din 1880, senatorul ales Garfield s-a prezentat ca manager de campanie pentru Secretarul Trezoreriei⁠(d) John Sherman și a ținut discursul de nominalizare prezidențială pentru el.  Când nici Sherman nici rivalii săi – Ulysses S. Grant și James G. Blaine – n-au putut obține suficiente voturi pentru a-și asigura nominalizarea, delegații l-au ales Garfield ca soluție de compromis pentru alegeri. La alegerile prezidențiale din 1880⁠(d), Garfield a dirijat o campanie modestă de la verandă⁠(d) și l-a învins la limită pe democratul Winfield Scott Hancock.
Printre realizările lui Garfield ca președinte pot fi numite reîntărirea autorității prezidențiale în detrimentul curtoaziei senatoriale în ce privește numirile executive, energizarea puterii navale americane și eliminarea corupției din Oficiul de Poștă⁠(d), totul în timpul unei perioade extrem de scurte în care a fost în funcție. Garfield a făcut numiri notabile în funcție la nivel judecătoresc și diplomatic, inclusiv un judecător la Curtea Supremă. A sporit puterile președinției când l-a înfruntat pe senatorul de New York Roscoe Conkling desemnându-l pe William H. Robertson pentru postul profitabil de Colector pentru Portul New York, începând un conflict ce s-a terminat cu confirmarea lui Robertson și demisia Conkling din Senat. Garfield a susținut tehnologia agricolă, faptul că electoratul trebuie să fie educat și drepturi civile pentru afro-americani. De asemenea, a propus o reformă substanțială a postului de funcționar, care în cele din urmă a trecut de Congres în 1883 și a fost promulgată de succesorul său, Chester A. Arthur, ca Pendleton Civil Service Reform Act.

## Asasinare
Pe 2 iulie 1881, a fost împușcat la stația de trenuri Pennsylvania din Washington D.C. de Charles J. Guiteau⁠(d), jurist și scriitor ce avea o nemulțumire. Rana n-a fost la început fatală pentru Garfield, dar se spune că mâinile necurate și neprotejate ale doctorilor au provocat infecția ce i-a cauzat decesul pe 19 septembrie. Guiteau a fost condamnat pentru omor și a fost executat în iunie 1882; a încercat să-și minimalizeze crima, zicând că sa a fost un simplu atac, acuzându-i pe doctori de moartea lui Garfield. Având mandatul încheiat prematur după 200 de zile, o bună parte din perioada în care a fost în funcție petrecând-o bolnav, încercând să-și revină după atac, Garfield este cunoscut mai mult pentru asasinarea sa și mai puțin pentru lucrurile pe care le-a făcut. Istoricii uită adesea să-l listeze în clasificările istorice ale președinților S.U.A.⁠(d) din cauza duratei scurte a președinției sale. 